# Colisão

Simulação computacional de uma colisão entre uma esfera e alguns blocos.

Em física, colisão é um evento em que dois ou mais corpos exercem forças um sobre o outro por um tempo relativamente curto. Embora a palavra colisão seja mais comumente utilizada nos casos em que há um grande impacto entre dois objetos, o uso científico do termo “colisão” não faz referência à magnitude da força.
Na física clássica, as colisões sempres conservam o momento linear. Dessa forma, as colisões são classificadas pela variação da energia cinética do sistema antes e depois da colisão:

Colisão elástica entre corpos de massa 2m e m com velocidades iniciais v.

- Se a energia cinética do sistema é conservada, a colisão é dita elástica (em algumas referências esse tipo de colisão é chamado perfeitamente elástico[2]). No mundo macroscópico, nenhuma colisão conserva completamente a energia cinética do sistema (sempre há dissipação de energia por interação com o ambiente), mas muitas colisões são aproximadamente elásticas e podem ser estudadas de forma satisfatória através de modelos com colisões elásticas.

- Se a energia cinética do sistema não é conservada, a colisão é dita inelástica. Um exemplo de colisão inelástica é aquela em que os corpos ficam parados depois da colisão (toda energia cinética é dissipada). Esse tipo de colisão, onde há perda máxima de energia cinética (respeitando a conservação de momento linear) é dita perfeitamente inelástica.

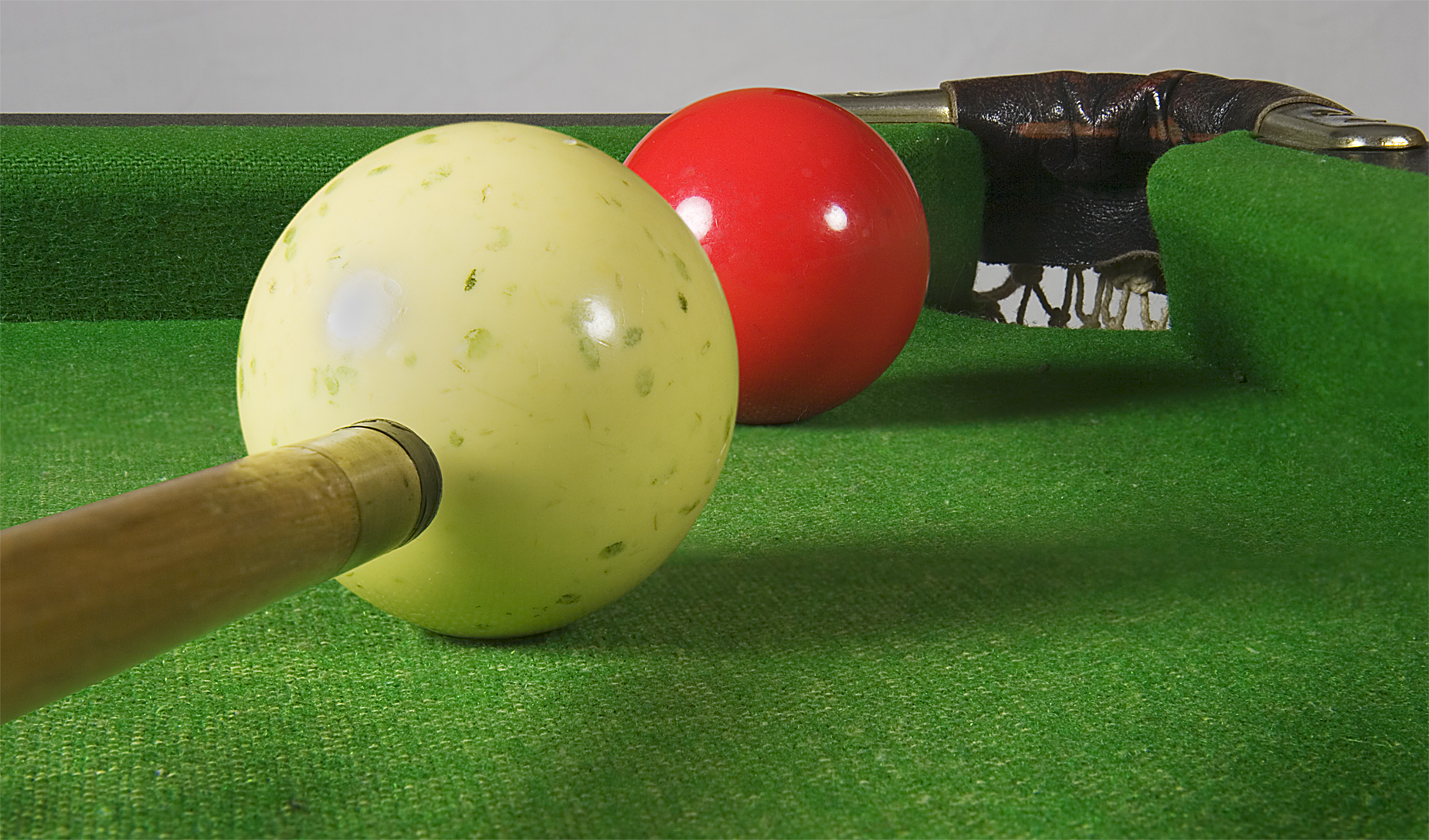
Em um jogo de bilhar, as colisões são praticamente elásticas.

Alguns exemplos de interações físicas que cientistas consideram como sendo colisões:
- Choque entre duas bolas de sinuca;

- Contato dos pés com o chão, ao caminhar;

- Soco de um lutador na face do outro.

## Visão geral
Colisão é a interação de curta duração entre dois corpos ou mais do que dois corpos, causando simultaneamente a mudança de movimento dos corpos envolvidos devido às forças internas agindo entre eles durante este. Todas as colisões conservam o momento linear. O que distingue diferentes tipos de colisões é se elas também conservam a energia cinética. Colisões podem ser elásticas, o que significa que há conservação de energia cinética e momento; inelásticas, o que significa que há conservação de momento mas não de energia cinética; ou totalmente inelásticas (ou plásticas), quando o momento é conservado mas os dois objetos ficam juntos após a colisão.
A "elasticidade" de uma colisão é geralmente quantificada pelo coeficiente de restituição, que varia de 0 a 1. Os casos extremos em que o coeficiente vale exatamente 0 ou 1 são, respectivamente, as colisões perfeitamente inelásticas e as colisões elásticas.
O movimento e a colisão de objetos são estudados em dinâmica.

## Casos particulares
Como explicado nas seções anteriores, existem dois casos particulares de colisão: a colisão perfeitamente elástica e a inelástica. É definida como uma colisão perfeitamente elástica aquela em que o momento linear do sistema é preservado e não há perda de energia cinética na colisão, por exemplo, no caso de um objeto A com uma velocidade X colidir com um objeto B (de mesma massa) que está parado, esse objeto B sairá com uma velocidade X e o objeto A ficará parado. Ou se os dois objetos tiverem velocidade diferente de zero eles trocarão de velocidade. Na colisão inelástica o momento linear também é conservado, porém parte da energia cinética é transformada em outros tipos de energia como energia potencial, energia na forma de calor, de ondas sonoras, etc. Parte da energia também pode ser utilizada para gerar deformações permanentes nos objetos.

Colisão elástica entre corpos de massas m com velocidades iniciais 0 e v.

Colisão perfeitamente inelástica entre corpos de mesma massa m.

Qualquer colisão entre objetos macroscópicos irá converter uma parte da energia cinética em energia interna ou outras formas de energia, de modo que nenhum impacto em larga escala é perfeitamente elástico. Não se pode controlar a energia cinética através da colisão, já que parte dela é convertida em outras formas de energia. No entanto, alguns problemas são tão próximos de serem  perfeitamente elásticos que podem ser aproximados como tal.

Simulação de um gás ideal onde as colisões entre as partículas são elásticas.

Em mecânica estatística, os gases ideais são modelados  considerando colisões perfeitamente elásticas entre as partículas que compõem o gás, assim como as interações de dispersão de partículas subatômicas que são desviadas pela força eletromagnética.
Colisões entre esferas rígidas podem ser quase elásticas, sendo bem descritas pelo formalismo de colisões elásticas. A hipótese de conservação do momento, bem como a conservação de energia cinética torna possível o cálculo das velocidades finais após uma colisão. O bilhar, que possui bolas rígidas e um forro que diminui o atrito, é um sistema comumente utilizado para exemplificar colisões elásticas.

## Colisões nos esportes
Em diversos esportes, as colisões desempenham um papel importante. Uma vez que as colisões entre bolas de bilhar são quase elásticas, as bolas rolam sobre uma superfície que produz deslizamentos  de baixo atrito, seu comportamento é muitas vezes utilizado para ilustrar as leis de Newton sobre movimento. Depois de uma colisão de baixa fricção de uma bola em movimento, com uma estacionária de massa igual, é possível demonstrar que o ângulo entre as direções das duas esferas é de 90 graus. Este é um fato importante que os jogadores de bilhar levam em conta.

## Colisão de dois corpos na mecânica clássica
Considere uma colisão entre massas {\displaystyle m_{1}} e {\displaystyle m_{2}}.
Conservação do momento linear
Analisaremos situações em que se considera {\displaystyle F_{ext}=0}, assim o momento linear total do sistema se conserva ({\displaystyle \mathbf {P} } é constante).
{\displaystyle \mathbf {P_{f}} =\mathbf {P_{i}} }
{\displaystyle \mathbf {P_{1f}} +\mathbf {P_{2f}} =\mathbf {P_{1i}} +\mathbf {P_{2i}} }
{\displaystyle m_{1}\mathbf {v_{1f}} +m_{2}\mathbf {v_{2f}} =m_{1}\mathbf {v_{1i}} +m_{2}\mathbf {v_{2i}} } (válido para toda colisão).
Conservação de energia cinética
A energia total do sistema conserva-se em qualquer colisão. Entretanto, a energia cinética nem sempre se conserva. Parte da energia cinética pode ser transformada em calor ou gasta para gerar deformação no objeto, por exemplo.
O balanço de energia cinética {\displaystyle \Delta U} durante uma colisão entre dois corpos pode ser calculado através da expressão a seguir:
{\displaystyle {\frac {1}{2}}m_{1}v_{1i}^{2}+{\frac {1}{2}}m_{2}v_{2i}^{2}={\frac {1}{2}}m_{1}v_{1f}^{2}+{\frac {1}{2}}m_{2}v_{2f}^{2}+\Delta U}
onde {\displaystyle \Delta U} representa a perda de energia mecânica do sistema.
Se {\displaystyle \Delta U} > 0, a energia cinética do sistema diminui com a colisão.
Se {\displaystyle \Delta U} = 0, a energia cinética do sistema não varia e a colisão é elástica.
Se {\displaystyle \Delta U} < 0, a energia cinética do sistema aumenta com a colisão.

## Colisões com solução analítica
Colisão perfeitamente inelástica em uma dimensão

Em uma colisão perfeitamente inelástica, i.e., com um coeficiente de restituição zero, as partículas colisoras ficam juntas. É necessário considerarmos a conservação do momento:
{\displaystyle m_{a}\mathbf {u} _{a}+m_{b}\mathbf {u} _{b}=\left(m_{a}+m_{b}\right)\mathbf {v} \,}
onde {\displaystyle \mathbf {v} } é a velocidade final, portanto dada por
{\displaystyle \mathbf {v} ={\frac {m_{a}\mathbf {u} _{a}+m_{b}\mathbf {u} _{b}}{m_{a}+m_{b}}}}
A redução da energia cinética total é igual a energia cinética total antes da colisão no referencial do centro de massa, porque em tal referencial a energia cinética depois da colisão é zero. Nesse referencial, a maior parte da energia cinética antes da colisão é referente à partícula com menor massa. Se revertermos o tempo, temos a situação de dois objetos sendo repelidos um do outro, por exemplo: lançar um projétil, ou um foguete aplicando impulso.
Bilharcolisões perfeitamente elásticas em 2 dimensões

Na animação, podemos ver a colisão elástica de duas esferas bidimensionais de mesma massa. As setas representam o momento linear das esferas e podemos observar a conservação do momento.

Colisões tem uma aplicação importante no bilhar. O comportamento de bolas de bilhar é comumente utilizado para ilustrar as leis de Newton para o movimento, porque colisões entre bolas de bilhar são aproximadamente elásticas e as bolas rolam em uma superfície que resulta em pouco atrito. É possível demonstrar que após uma colisão sem atrito de uma bola em movimento com uma outra bola estacionária de mesma massa, o ângulo entre as direções delas após a colisão é de 90 graus, o que é um fato importante considerado por jogadores de bilhar profissionais, embora se assuma que a bola se move sem impacto do atrito através da mesa em vez de rolar com atrito (como acontece na realidade).
Considere uma colisão elástica em duas dimensões de quaisquer duas massas {\displaystyle \mathbf {m_{1}} } e {\displaystyle \mathbf {m_{2}} }, com respectivas velocidades iniciais {\displaystyle \mathbf {u_{1}} } e {\displaystyle \mathbf {u_{2}} }, onde {\displaystyle \mathbf {u_{2}} =\mathbf {0} } e as velocidades finais são {\displaystyle \mathbf {v_{1}} } e {\displaystyle \mathbf {v_{2}} }. A conservação do momento implica que:
{\displaystyle \mathbf {m_{1}} \mathbf {u_{1}} =\mathbf {m_{1}} \mathbf {v_{1}} +\mathbf {m_{2}} \mathbf {v_{2}} .}
E a conservação de energia cinética (colisão elástica):
{\displaystyle {\frac {1}{2}}\mathbf {m_{1}} \mathbf {u_{1}} ^{2}={\frac {1}{2}}\mathbf {m_{1}} \mathbf {v_{1}} ^{2}+{\frac {1}{2}}\mathbf {m_{2}} \mathbf {v_{2}} ^{2}}
Agora considere o caso {\displaystyle \mathbf {m_{1}} } = {\displaystyle \mathbf {m_{2}} }. Obtemos então
{\displaystyle \mathbf {u_{1}} =\mathbf {v_{1}} +\mathbf {v_{2}} }
e
{\displaystyle \mathbf {u_{1}} ^{2}=\mathbf {v_{1}} ^{2}+\mathbf {v_{2}} ^{2}}
Tomando o produto escalar de cada lado da primeira equação com ela mesma,
{\displaystyle \mathbf {u_{1}} ^{2}=\mathbf {v_{1}} ^{2}+\mathbf {v_{2}} ^{2}+2\mathbf {v_{1}} \cdot \mathbf {v_{2}} }
Assim, comparando esse resultado com a equação da conservação de energia cinética, concluímos que {\displaystyle \mathbf {v_{1}} \cdot \mathbf {v_{2}} =0}. Logo, as velocidades finais são perpendiculares a menos que {\displaystyle \mathbf {v_{1}} } seja o vetor nulo (o que ocorre se e somente se a colisão é frontal).

## Colisões namecânica quântica
O estudo de colisões na mecânica quântica é de fundamental importância. Para entender as colisões em escala atômica (colisões entre átomos ou partículas elementares, como os elétrons), torna-se necessário a uso da teoria quântica, que difere radicalmente da teoria clássica. Na mecânica quântica, é necessário lidar por exemplo com o princípio da incerteza, que limita o conhecimento preciso das quantidades observáveis de um sistema.
Na mecânica quântica, o estudo de colisões é geralmente realizado através do cálculo de interferência entre as funções de onda dos corpos envolvidos. Alguns dos métodos utilizados são a aproximação de Born e o método das ondas parciais.

Espalhamento coulombiano: animação da função de onda de duas partículas (alvo fixo) com interação coulombiana atrativa. Essa situação é similar à do experimento de Geiger-Marsden.

A análise do resultado de colisões permite o entendimento das interações envolvidas e tem sido uma das principais ferramentas para avanços na física de partículas através de experimentos como o Grande Colisor de Hádrons e o Colisor Relativístico de Íons Pesados.
O estudo de colisões atômicas, todavia, precede o surgimento dos aceleradores de partículas e foi responsável, por exemplo, pela proposta do núcleo atômico por Ernest Rutherford, através da análise dos resultados do experimento de Geiger-Marsden onde partículas alfa eram emitidas contra uma fina lâmina de ouro.

## Astrofísica
Utilizando-se de colisões, um objeto ou corpo pode ser utilizado para efetuar medições de diversos parâmetros em outro corpo, nesses estudos, aplicam-se testes de impactos em corpos celestes e aparelhos integrados como satélites e sondas enviam as informações de volta para a Terra antes de serem destruídos.
Durante as operações de Apollo 13, Apollo 14, Apollo 15, Apollo 16 e Apollo 17, os S-IVB (cápsulas e componentes do estágio do terceiro foguete) colidiram com a Lua a fim de realizar medições sísmicas aprimorando estudos e técnicas de conhecimento do núcleo e do solo lunar.